# Nephele maculosa
Nephele maculosa är en fjärilsart som beskrevs av Rothschild och Jordan 1903. Nephele maculosa ingår i släktet Nephele och familjen svärmare. Inga underarter finns listade i Catalogue of Life.